# Слово про загибель Руської землі
Слово про загибель Руської землі — український документальний фільм про давню руську легенду. Автор: Андрій Дмитрук.

## Інформація про фільм
Майже чотири століття стояла могутня держава — Київська Русь. Аж ось посунулась на неї грізна хмара з монгольських степів… Про те, як пав Київ під ударами орди хана Батия, про долю останніх захисників столиці могутньої держави, про перебіг подій на Русі під час монгольського панування — документальний фільм «Слово про загибель Руської землі».